# Клаузен (перевал)
Клаузен (также Клаусен, Клаузенпасс, Клаусенпасс, нем. Klausenpass, англ. Klausen Pass) — высокогорный перевал в Швейцарских Альпах, соединяющий кантоны Центральной Швейцарии Ури и Гларус.
Дорога на перевал начинается в главном городке кантона Ури Альтдорфе, проходит через долину Шэхен (нем. Schächen), поднимается до верхней точки перевала (высота над уровнем моря 1948 м) и спускается в долину Урнербоден (нем. Urnerboden) до населённого пункта Линталь, что находится уже в кантоне Гларус.
Согласно легенде граница между кантонами Гларус и Ури была установлена в 1315 году, после продолжительных споров. Оба кантона договорились о том, что в назначенный день, с первыми петухами два бегуна начнут свой бег соответственно из Альтдорфа и из Линталя, при этом граница между кантонами будет установлена в месте их встречи. Жители кантона Гларус решили накормить накануне своего петуха досыта, чтобы снискать тем самым его расположение в столь важном мероприятии. Жители же кантона Ури оставили своего петуха на ночь голодным. В результате гларусский петух проспал, в то время как движимый голодом петух из Альтдорфа закукарекал исключительно рано, благодаря чему бегун из Ури пересёк всю долину Урнербоден ещё до того, как бегун из Гларуса успел стартовать. Сжалившись над побеждённым, бегун из кантона Ури уступил просьбе соперника дать пронести себя в обратном направлении в сторону горного перевала насколько хватит сил бегуну от кантона Гларус. Таким образом настоящая граница между кантонами Ури и Гларус была установлена в том месте, где бегун от кантона Гларус упал замертво.
Излюбленный маршрут велосипедистов, байкеров и автолюбителей, перевал Клаузен также является частью пешеходного Маршрута по альпийским перевалам (англ. Alpine Pass Route), который проходит по территории всей Швейцарии.